# Федурино (Тверская область)
Феду́рино — деревня в Калининском районе Тверской области. Относится к Верхневолжскому сельскому поселению.
Расположено к юго-западу от Твери, на автодороге от села Микулино (Московская область) (5 км) к деревне Нестерово (2 км). К югу от деревни — река Шоша.

## Население
| 2010 |
| ---- |
| 9    |

## История
Во второй половине XIX — начале XX века деревня Федурино относилась к Нестеровскому приходу Татарковской волости Старицкого уезда. В 1886 году — 49 дворов, 311 жителей.